# 408 Dywizja Strzelecka (ZSRR)
408 Dywizja Strzelecka (ros. 408-я стрелковая дивизия) – związek taktyczny (dywizja) Armii Czerwionej.
Sformowana w czasie II wojny światowej w Erywaniu z żołnierzy gruzińskich i armeńskich. Broniła się przed niemieckim najeźdźcą w miejscowości Tuapse.